# Prionyx notinitidus
Prionyx notinitidus är en biart som först beskrevs av Willink 1951.  Prionyx notinitidus ingår i släktet Prionyx och familjen grävsteklar. Inga underarter finns listade i Catalogue of Life.